# Pierre Roche / Charles Aznavour
 (mars 2025).
Albums de Charles Aznavour
Palais des Congrès 1994
(1995) Charles Aznavour au Carnegie Hall
(1996)
Singles
1. Voyez, c'est le printemps / J'ai bu
Sortie : 1948
2. Départ Express / Le feutre taupé
Sortie : 1948
3. Tant de monnaie / Je n'ai qu'un sou
Sortie : 1948
4. Je suis amoureux / Boule de gomme
Sortie : 1948
5. Les cris de ma ville / Retour
Sortie : 1950
6. En revenant de Québec / Il pleut
Sortie : 1950

Pierre Roche / Charles Aznavour est un album studio français des chanteurs Pierre Roche et Charles Aznavour. Il est sorti en 1996.

## Composition
Cet album reprend pour la toute première fois les six 78 tours enregistrés par Pierre Roche et Charles Aznavour entre 1948 et 1950 par le producteur Jacques Canetti - Polydor.

## Liste des chansons
| 1.  | Boule de gomme           |  |  |
| 2.  | Départ express           |  |  |
| 3.  | Tant de monnaie          |  |  |
| 4.  | Voyez c'est le printemps |  |  |
| 5.  | J'ai bu                  |  |  |
| 6.  | Je n'ai qu'un sou        |  |  |
| 7.  | Je suis amoureux         |  |  |
| 8.  | Le feutre taupé          |  |  |
| 9.  | Les cris de ma ville     |  |  |
| 10. | Retour                   |  |  |
| 11. | En revenant de Québec    |  |  |
| 12. | Il pleut                 |  |  |